# Dianguirdé
Dianguirdé is een gemeente (commune) in de regio Kayes in Mali. De gemeente telt 12.000 inwoners (2009).
De gemeente bestaat uit de volgende plaatsen:
- Acil-Adramé
- Beïdy
- Chicata
- Diama Kounkan
- Dianguirdé
- Foulabougou
- Kaouka
- Kourougué
- Mérela
- Nacoumana
- Sagabara–Moriba
- Sagabara–Sackola
- Silamé
- Torodo